# Pilostyles haussknechtii
Pilostyles haussknechtii är en tvåhjärtbladig växtart som beskrevs av Pierre Edmond Boissier. Pilostyles haussknechtii ingår i släktet Pilostyles och familjen Apodanthaceae. Inga underarter finns listade i Catalogue of Life.

## Bildgalleri

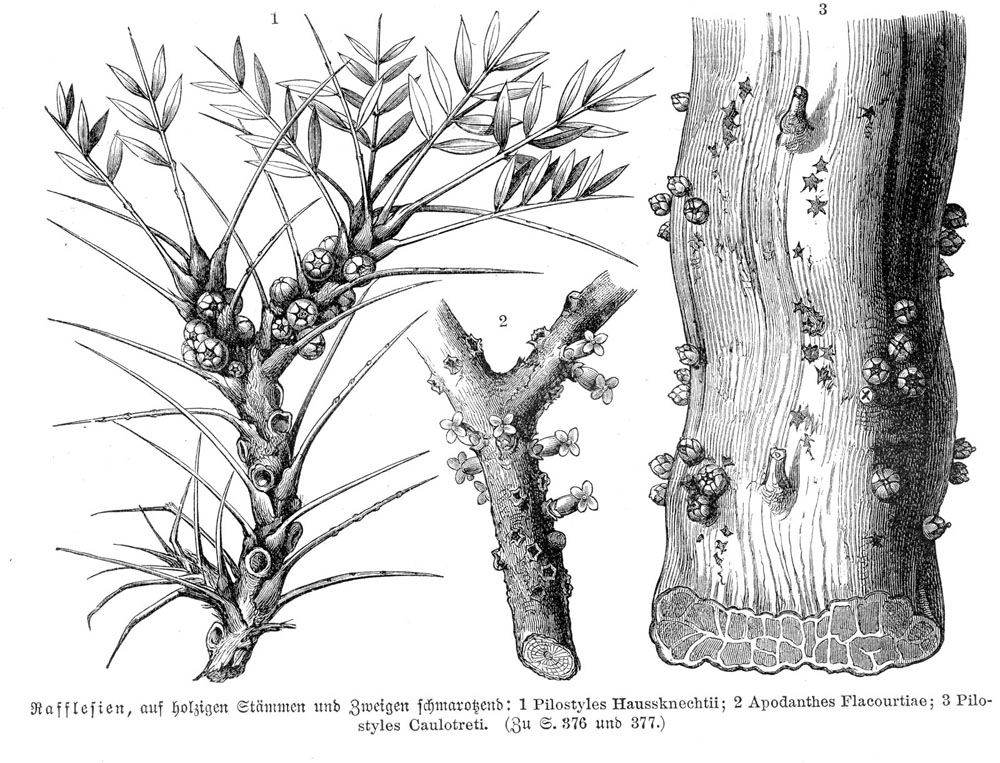